# Grandeur multiplicative
En physique, une grandeur multiplicative caractérise sous forme de rapport la variation d’une grandeur d’un état à un autre.
Ce peut être par exemple une amplification, où la valeur finale excède la valeur initiale d’un facteur constant ; ou une atténuation fonctionnant en sens inverse ; ou simplement la comparaison de deux valeurs simultanées, comme pour un intervalle musical.
Une telle grandeur est « multiplicative », dans le sens où la variation correspondant à deux étapes est alors le produit de la variation de chacune des étapes.

## Rapport de deux grandeurs
Dans l’analyse de la transmission d’un signal, la principale grandeur est la transmittance, rapport du signal final au signal initial.
La formule classique (additive) de la variation d’un phénomène, « valeur finale moins valeur initiale », se traduit ici sous forme multiplicative, parce que la succession de deux atténuations est le produit de ces deux atténuations (tandis que la superposition de deux variations est la somme de ces variations).
La grandeur multiplicative est le rapport de deux unités de même nature, et est donc sans dimension.
Elle est fréquemment exprimée en pour-cent (%) ou pour mille (‰), ce qui rend cette unité non ambigüe.

## Grandeurs associées

### Grandeur additive associée - Passage au logarithme
Comme souligné, la variation résultant de deux étapes est le produit de la variation de chaque étape. Pour faciliter les compositions multiplicatives de ces quantités, ces quantités sont souvent transformées sous forme de logarithme, qui transforme les produits en somme, et permet notamment d’intégrer ces quantités le long d’une trajectoire.
C’est la transformation mathématiquement la plus naturelle. Comme une valeur d’atténuation est typiquement inférieure à l’unité, son logarithme est systématiquement négatif ; on prend en réalité le logarithme de l’inverse de sa valeur, ce qui le change de signe et permet de manipuler des quantités positives.
Dans les sciences de l’ingénieur, on préfère généralement prendre le logarithme décimal, et le plus souvent son sous-multiple, le décibel. Ces deux logarithmes se déduisent du premier par un simple facteur multiplicatif. Le décibel est normalement noté par son unité spécifique, le dB, ce qui rend l’unité utilisée non ambigüe.

### Grandeur complémentaire
Le signal final est typiquement plus faible que le signal initial, mais souvent pas tellement plus faible ; dans ce cas là grandeur considérée est de la forme {\displaystyle (1-\varepsilon )} avec {\displaystyle \varepsilon } petit. Comme il est généralement plus facile de raisonner sur des petites valeurs, il est fréquent de raisonner non pas sur ce qui est conservé, mais sur la part absorbée, qui vaut sensiblement {\displaystyle \varepsilon }.
Au premier ordre, pour les grandes valeurs de transmittance, de la forme {\displaystyle (1-\varepsilon )} avec {\displaystyle \varepsilon } petit, le logarithme népérien est sensiblement égal à {\displaystyle \varepsilon } :
{\displaystyle -\ln(1-\varepsilon )\approx \varepsilon \approx {\frac {1}{1-\varepsilon }}}

### Grandeurs intensives dérivées
La grandeur multiplicative compare deux états achevés, c’est donc une propriété extensive d’un système pris entre un état initial et un état final.
Dans certains cas, le passage entre état initial et état final peut être continu, soit qu’il s’agit d’une variation dans le temps  (par exemple, inflation monétaire), où d’une variation le long d’un cheminement (atténuation d’un signal le long d’un câble).
La dérivée par rapport au temps où à la distance est toujours prise par rapport à une grandeur additive associée. On obtient alors une grandeur intensive, caractéristique de l’instant ou du point considéré, dont l’unité est celle de la grandeur additive divisée par un temps ou par une longueur.

## Dimension physique et unité
En résumé, une grandeur multiplicative n’a pas de dimension, est une grandeur extensive, et son unité peut refléter différents modes de calcul:
- % ou ‰ : fraction simple multipliée par cent ou mille.
- dB : logarithme décimal, changé de signe et multiplié par dix.
- Ln ou lg : (rare) logarithme népérien ou décimal.
- (rien) : théoriquement, la fraction elle-même, mais ce peut également être un logarithme dont on a omis la notation.

Les grandeurs intensives associées s’en déduisent, par exemple:
- dB/km pour caractériser les pertes en ligne d’une transmission,
- %/an pour caractériser un rythme d’inflation,
- Mètre à la puissance moins un : sans unité précisant la grandeur multiplicative considérée, il s’agit probablement d’un Ln/m implicite.
- etc.

## Exemples de grandeurs multiplicatives

### Grandeurs caractéristiques d'atténuation
En radiométrie, on définit les quantités suivantes pour un milieu de longueur l et d'indice réfraction n traversé par une lumière d'intensité incidente I0 et d'intensité transmise I.
| Quantité                                                            | Expression                                                                             |
| ------------------------------------------------------------------- | -------------------------------------------------------------------------------------- |
|                                                                     |                                                                                        |
| Transmittance ou facteur de transmission ou transparence            | {\displaystyle T={\frac {I}{I_{0}}}}                                                   |
| Épaisseur optique                                                   | {\displaystyle \tau =-\ln T}                                                           |
| Opacité                                                             | {\displaystyle O={\frac {1}{T}}}                                                       |
|                                                                     |                                                                                        |
| Densité optique                                                     | {\displaystyle D=-\log _{10}T}                                                         |
| Atténuation (dB)                                                    | {\displaystyle -10\log _{10}T}                                                         |
| Atténuation linéique (dB⋅m−1)[réf. nécessaire]                      | {\displaystyle -{\frac {10\log _{10}T}{l}}}                                            |
| Coefficient d'atténuation linéique (m−1)                            | {\displaystyle -{\frac {\ln T}{l}}}                                                    |
|                                                                     |                                                                                        |
| Absorbance                                                          | {\displaystyle A=-\log _{10}T}                                                         |
| Chemin optique (m)                                                  | {\displaystyle L=nl}                                                                   |
| Coefficient d'absorption, absorptivité (m−1)                        | {\displaystyle a={\frac {A}{L}}} ou {\displaystyle a={\frac {A}{l}}}                   |
| Coefficient d'absorption molaire ou absorptivité molaire (m2⋅mol−1) | {\displaystyle \epsilon ={\frac {A}{cL}}} ou {\displaystyle \epsilon ={\frac {A}{cl}}} |

On prêtera attention à ce que la profondeur optique est la seule de ces grandeurs à utiliser le logarithme naturel. Les autres grandeurs d’atténuation utilisent le logarithme en base dix, et plus spécifiquement le décibel.
Les grandeurs sans dimension sont toutes des grandeurs extensives ; celles ramenées à une unité de longueur sont intensives et s’expriment en m−1 (mètre à la puissance moins un).

### Intervalles musicaux
En musique, la comparaison de deux fréquences ne se fait pas sur la différence de ces fréquences, mais sur leur rapport. Ainsi, un rapport d’octave entre deux notes signifie que l’une a une fréquence double de l’autre.
Dans la gamme naturelle, les différentes notes sont caractérisées par leur rapport de fréquence par rapport à une tonique fondamentale, et ces rapports sont toujours des fractions simples. Le Mi, par exemple, est dans un rapport de fréquence de  5/4 par rapport au Do, indépendamment de la hauteur réelle assignée à ce dernier.
La gamme est traditionnellement divisée en douze demi-tons, mais ceux-ci ne sont as tous égaux dans la gamme naturelle. En revanche, dans la gamme tempérée, la mesure en demi-tons du rapport de fréquence est posé égal à 12∝log2(f/f0), ce qui permet de transformer la gamme en une structure additive.
Afin de pouvoir apprécier des variations plus fines, voire continues, les acousticiens ont introduit le Savart, millième du logarithme décimal du rapport de fréquence (donc, un mili-Bell), et le cent, centième partie du demi-ton tempéré.